# Vordan Karmir
Вордан Кармир (арм. Որդան Կարմիր) — популярная армянская метал-группа, образованная в 2004 году в Ванадзоре. Музыканты играют хард-рок, с элементами альтернативного метала, используя традиционный армянский фолк и традиции старинных армянских церковных песнопений.
Основная идея песен группы — обращение к людям с призывом не растрачивать впустую свой талант и свою жизнь, быть свободным и жизнерадостным. Тексты песен отражают мировоззрение современного молодого человека, его взаимоотношение с реалиями сегодняшнего мира, его стремление к внутренней свободе и протест. У группы также встречаются критические тексты, затрагивающие вопросы политики. В 2006 году группа записала демо «Джан эм асел», а первый студийный альбом с одноимённым названием «Vordan Karmir» группа выпустила летом 2010 года. Следующий альбом группа планирует выпустить к концу 2011 года, после чего намечается масштабное турне по России и Соединённым Штатам Америки. Одним из недавних достижений группы является песня «A4 Faces», ставшая саундтреком к популярной компьютерной игре «Rock Band 3». В июне 2012 года группа приняла участие на международном рок-фестивале «Emergenza» в Москве. 12 сентября 2013 года ознаменовался выходом нового, первого полноформатного студийного альбома «A4», презентация которой состоялась концертом в одном из театров Еревана.

## Участники группы
- Ваан Погосян — вокал
- Давид Григорян — гитара
- Давид Галстян — бас-гитара
- Пайкар Чахоян — ударные

## Дискография

### Альбомы
- 2010 — Vordan Karmir (арм. Որդան կարմիր)
- 2012 — A4

### Синглы
- 2006 — Jan em Asel  (арм. Ջան եմ ասել)
- 2010 — White Elephants (арм. Սպիտակ փղեր)
- 2011 — Political Drama  (арм. Քաղաքական դրամա)
- 2011 — Pornographic Relations (арм. Պոռնկագրական հարաբերություններ)
- 2011 — A4 Faces (арм. Ա4 դեմքեր)
- 2012 — Evolutional Tick (арм. Էվոլուցված տիզ)
- 2012 — Sexy Monkey (арм. Սեքսուալ կապիկ)
- 2012 — Testosterone (арм. Տեստոստեռոն)